# 斯文·马尔姆
斯文·马尔姆（瑞典語：Sven Malm，1894年2月25日—1974年11月26日），瑞典男子田径运动员，主攻短跑。他曾代表瑞典参加1920年夏季奥林匹克运动会田径比赛，获得男子4×100米接力铜牌。